# Illes Sverdrup
Les illes Sverdrup (en anglès Sverdrup Islands) són un arxipèlag del nord-oest de les illes de la Reina Elisabet, a l'Arxipèlag Àrtic Canadenc, pertanyents al territori de Nunavut.

## Història
Aquest grup d'illes rep el nom en memòria de l'explorador noruec Otto Sverdrup, que les va explorar i cartografiar de 1898 a 1902 amb el vaixell Fram, si bé algunes havien estat prèviament habitades per inuits.
Sverdrup reclamà les illes per a Noruega, però el govern noruec no mostrà interés en prosseguir amb la seva demanda fins al 1928. En aquest moment el govern noruec plantejà la demanda, principalment, per utilitzar les illes com a moneda de canvi en les seves negociacions amb el Regne Unit sobre l'estatut d'altres illes àrtiques, Jan Mayen i illa Bouvet. L'11 de novembre de 1930 Noruega reconegué la sobirania canadenca sobre les illes Sverdrup i el 19 de novembre de 1930 el Regne Unit va reconèixer la sobirania de Noruega sobre Jan Mayen.

## Geografia
El grup de les illes Sverdrup es troben a l'oest de la gran illa Ellesmere, a 82° N i 95° O. Les illes principals del grup són les d'Axel Heiberg, Amund Ringnes i Ellef Ringnes, i l'arxipèlag compta també amb un bon nombre d'illes menors a les aigües del voltant.
Els únics assetnaments a les illes són l'antiga estació meteorològica d'Isachsen, a l'illa d'Ellef Ringnes, ocupada entre 1948 i 1978, avui automatitzada i, per tant deshabitada; i la Mc Gill Arctic Research Station, a l'illa d'Axel Heiberg, una estació d'investigació a l'estiu.

### Principals illes
| Illa                   | Pic                     | Altitud m | Superfície km² | Posició Canadà | Posició Món |
| ---------------------- | ----------------------- | --------- | -------------- | -------------- | ----------- |
| Illa d'Axel Heiberg    | Pic Outlook             | 2.211     | 43.178         | 7              | 32          |
| Illa d'Ellef Ringnes   | ...                     | 260       | 11.295         | 16             | 69          |
| Illa d'Amund Ringnes   | ...                     | 265       | 5.255          | 25             | 111         |
| Illa de Meighen        | ...                     | 300       | 955            | 50             | 337         |
| Illa del Rei Christian | King Christian Mountain | 165       | 645            | 60             | 420         |
| Illa Stor              | ...                     | 500       | 313            | 87             | ...         |
| Sverdrup               | Pic Outlook             | 2.211     | 66.000         | -              | -           |